# 袁家新
袁家新，（1948年—）安徽霍邱人，中共軍事人物丶中共黨員丶政治人物丶中國人民解放軍少將，2008年退伍

## 生平
曾任河南省軍區司令員丶解放軍某團團長丶濟南軍區二十集團軍副軍長丶第十屆全國人大代表、中共17大代表等，河南省軍區任內和李洪程中将、曹建新少将等人一同處理寶豐縣持搶逃犯抓捕仼務

 